# 필라스 오브 이터니티
《필라스 오브 이터니티》(Pillars of Eternity)는 옵시디언 엔터테인먼트가 만들고 패러독스 인터랙티브가 윈도우, OS X와 리눅스로 배급한 2015년 롤플레잉 비디오 게임이다. 《발더스 게이트》 시리즈, 《아이스윈드 데일》 시리즈와 《플레인스케이프: 토먼트》의 정신적 후속작을 표방하였다. 2012년 9월 킥스타터에서 크라우드펀딩을 시작하였으며 400만 달러 이상을 모금하였다. 유니티 엔진으로 제작되었다.